# 梁起鐸
梁起鐸（韓語：양기탁；1871年4月2日—1938年4月20日），韓國獨立運動家，1933年10月至1935年10月歷任大韩民国临时政府第七位主席。雅號雩岡（우강）。

## 生涯
出生於平安南道 江西郡。學習漢學，並曾到首都的官立漢城外國語學校學習英語。1897年加入獨立協會開始了救國啓蒙運動的生涯，並同李商在，李儁等一起參加了閔泳煥的改革黨。
1904年在宮內府擔任英語通譯，同英國記者欧内斯特·贝赛尔一起發刊英文報紙《Corea Times》。
1924年，在满洲参与创建正义府。1933年10月—1935年10月，在上海的大韓民國臨時政府任國務領. 1938年病逝於於中國江蘇省。1962年被追授建國勳章大統領章。 
白巖朴殷植的孫子大韓民國國家報勳處處長朴維徹是梁起鐸的孫女婿。